# Грудень 2023
Грудень 2023 — дванадцятий місяць 2023 року, що розпочався у п'ятницю 1 грудня та закінчився у неділю 31 грудня.

## Свята та пам'ятні дні
- 6 грудня, середа:
  - День Збройних Сил України;
  - День святого Миколая.
- 25 грудня, понеділок — Різдво Христове.

## Події
- 1 грудня
  - У Японії відбулося відкриття найбільшого у світі експериментального термоядерного реактора токамак JT-60SA[1]

- 3 грудня
  - У фіналі Чемпіонату Великої Британії[en] зі снукеру Ронні О'Салліван (на фото) переміг Діня Цзюньхуея і здобув рекордний восьмий титул чемпіона Великої Британії та 40-й рейтинговий титул[2]
  - У Венесуелі пройшов референдум щодо приєднання до країни регіону Гаяни Гаяна-Ессекібо.

- 4 грудня
  - IBM представила 133-кубітний квантовий процесор Heron та перший модульний квантовий комп'ютер IBM Quantum System Two на його базі[3]

- 8 грудня
  - Припинено рух поїздів від Либідської до Теремків на блакитній гілці київського метрополітену[4]
  - Baldur's Gate III визнано грою 2023 року за версією The Game Awards та Golden Joystick Awards[5]

- 9 грудня
  - «Коламбус Крю» обіграли Лос-Анджелес та утретє здобуває Кубок МЛС[6]
  - «Лос-Анджелес Лейкерс» перемогли «Індіану Пейсерз» та стали чемпіонами першого в історії Кубка НБА[en][7]
  - У Києві демонтували пам'ятник військовому командиру більшовиків Миколі Щорсу[8]

- 11 грудня
  - Дональд Туск обраний на посаду прем'єр-міністра Польщі[9]

- 12 грудня
  - Унаслідок хакерської атаки відбувся масовий збій у роботі «Київстар»[10]

- 14 грудня
  - У віці 86 років пішов з життя емір Кувейту, Наваф аль-Ахмед аль-Джабер аль-Мубарак ас-Сабах, новим керівником держави оголошено кронпринца Мішааля аль-Ахмеда аль-Джабера ас-Сабаха[11]
  - Яніс Адетокунбо набрав 64 очки у матчі Мілвокі Бакс проти Індіана Пейсерс, здобувши особистий рекорд та переприсавши історію НБА[12]

- 15 грудня
  - В селі Керецьки у Хустському районі Закарпатської області в будівлі Керецьківської сільської ради під час засідання сесії Корецьківської сільської ради (орган управління Корецьківської сільської громади) 54-річний[13] депутат з партії Слуга народу Сергій Батрин з села Кушниця підірвав 3 гранати[14]

- 16 грудня
  - Мішааль аль-Ахмед аль-Джабер ас-Сабах стає еміром Кувейту після смерті свого зведеного брата Навафа[15][16]

- 18 грудня
  - У Червоному морі оголошена військова операція «Вартовий процвітання» для захисту від обстрілів торгових суден від нападів хуситів[17]
  - Папа Римський Франциск схвалив декларацію, яка дозволяє католицьким священникам благословляти одностатеві пари[en][18]
  - Унаслідок потужного землетрусу у Китаї загинуло щонайменше 118 людей[19]

- 21 грудня
  - Масова стрілянина в Празі, Чехія, забрала життя 16 людей[20]
  - Верховна Рада України ухвалила закон про легалізацію медичного канабісу в медичній, промисловій та науковій діяльності[21]

- 26 грудня
  - Російський Великий десантний корабель Новочеркаськ був потоплений внаслідок українського авіаудару у Феодосії[22]

- 29 грудня
  - Росія завдала масованого ракетного удару по Україні, випустивши 158 ракет і ударних дронів. Постраждали міста Київ, Харків, Дніпро, Одеса, Запоріжжя, Конотоп та Львів[23]